# Igreja Católica na Bielorrússia
A Igreja Católica na Bielorrússia é parte integrante da Igreja Católica Romana mundial, sob a liderança espiritual do Papa e da cúria em Roma.
A primeira diocese no rito latino na Bielorrússia foi estabelecida por Turaŭ, entre 1008 e 1013. Tradicionalmente, o catolicismo romano era a religião dominante entre a nobreza bielorrussa (a szlachta) e de boa parte da população das regiões ocidentais do país. A República da Bielorrússia está dividida em 619 paróquias, unidas em quatro dioceses.
Atualmente existem cerca de 1,7 milhões de católicos no país - cerca de 17% da população total, e, depois da Lituânia, o maior número de fiéis da religião no território da ex-União Soviética. A maior parte pertence às dioceses que seguem o rito romano, enquanto uma minoria pertence ao rito bizantino, formando a Igreja Católica Grega Bielorrussa, que está em comunhão com o Santa Sé e segue o ritual bizantino eslavônico. 
Diversos católicos bielorrussos pertencem à minoria polonesa na Bielorrússia. Os católicos gregos são em sua maior parte bielorrussos, com alguns ucranianos.

## Hierarquia
Uma arquidiocese metropolitana:
- Minsk-Mohilev - cerca de 610.000 católicos romanos

Três dioceses sufragâneas:
- Grodno - 590.000 adeptos
- Pinsk - 50.000 adeptos
- Vitebsk - 150.000 católicos romanos

O arcebispo metropolitano Iosif Staneuski é o líder da Igreja Católica (rito romano) na Bielorrússia.